# Liste der Gedenktafeln in Berlin-Gesundbrunnen
Die Liste der Gedenktafeln in Berlin-Gesundbrunnen enthält die Namen, Standorte und, soweit bekannt, das Datum der Enthüllung von Gedenktafeln.
Die Liste ist nicht vollständig.

## Gesundbrunnen
| Bild | Name                                           | Standort                    | Datum der Enthüllung |
| ---- | ---------------------------------------------- | --------------------------- | -------------------- |
|      | Ahavas Achim                                   | Prinzenallee 87             |                      |
|      | Georg Benjamin                                 | Badstraße 40                |                      |
|      | Berliner Asylverein für Obdachlose             | Wiesenstraße 55             |                      |
|      | Berliner Innovations- und Gründerzentrum / BIG | Ackerstraße 76              |                      |
|      | Brunnenplatz                                   | Brunnenplatz                |                      |
|      | Eduard Cortain                                 | Feldstraße 4                |                      |
|      | Diakoniestiftung Lazarus                       | Bernauer Straße 117         |                      |
|      | Deutsche Wiedervereinigung                     | Bernauer Straße 115         |                      |
|      | Salo Drucker                                   | Iranische Straße 2          | 18. September 2024   |
|      | Wolfgang Fuchs                                 | Bernauer Straße 97          |                      |
|      | Reinhard Furrer                                | Brunnenstraße 135           |                      |
|      | Fußballroute Berlin, Ernst-Reuter-Oberschule   | Stralsunder Straße 56       |                      |
|      | Fußballroute Berlin, Hanne-Sobek-Sportanlage   | Osloer Straße 40            |                      |
|      | Fußballroute Berlin, Hanne-Sobek-Sportanlage   | Osloer Straße 40            |                      |
|      | Fußballroute Berlin, Hertha BSC                | Bellermannstraße/Behmstraße |                      |
|      | Fußballroute Berlin, Plumpe                    | Bellermannstraße/Behmstraße |                      |
|      | Fußballroute Berlin, Plumpe                    | Bellermannstraße/Behmstraße |                      |
|      | Fußballroute Berlin, Schebera Sportplatz       | Bellermannstraße/Behmstraße |                      |
|      | Heinz Galinski                                 | Heinz-Galinski-Straße 1     |                      |
|      | Der Gesundbrunnen                              | Prinzenallee 90             |                      |
|      | Groterjan-Brauerei                             | Prinzenallee 78–79          |                      |
|      | Hanne-Sobek-Sportanlage                        | Osloer Straße 42            |                      |
|      | Hugo Heimann                                   | Prinzenallee 46a            |                      |
|      | Himmelfahrtskirche                             | Brunnenstraße ggü. 105      |                      |
|      | Stephanie Hüllenhagen                          | Bellermannstraße 14         |                      |
|      | Jerusalem-Bücherei                             | Schulstraße 99              |                      |
|      | Jüdisches Altersheim                           | Iranische Straße 3          | 20. Oktober 2022     |
|      | Jüdische Mitbürger                             | Iranische Straße 3          |                      |
|      | Jüdisches Krankenhaus Berlin                   | Iranische Straße 2          |                      |
|      | Jüdisches Krankenhaus Berlin                   | Heinz-Galinski-Straße 1     |                      |
|      | Harald Juhnke                                  | Fordoner Straße 1           |                      |
|      | Harald Juhnke                                  | Stockholmer Straße 29       |                      |
|      | Kurt Klinke                                    | Strelitzer Straße 18        |                      |
|      | Das Kriegsende 1945 am Gesundbrunnen           | Brunnenstraße ggü. 105      |                      |
|      | Constantin Liebich                             | Ackerstraße 52              |                      |
|      | Manuela                                        | Thurneysserstraße 3         |                      |
|      | Otto Nagel                                     | Reinickendorfer Straße 67   |                      |
|      | Paul Nipkow                                    | Uferstraße 2                |                      |
|      | Phantom der Lichtburg                          | Behmstraße 9                |                      |
|      | Theodor Plievier                               | Wiesenstraße 29             |                      |
|      | Georg Puchowski                                | Bellermannstraße 91         |                      |
|      | Bernhard Rose                                  | Badstraße 58                |                      |
|      | Erwin Schläger                                 | Graunstraße 37              |                      |
|      | Robert Schuman                                 | Graunstraße 31              |                      |
|      | Louis Schwartzkopff                            | Scheringstraße 2            |                      |
|      | Karl Wolffsohn                                 | Behmstraße 15               |                      |
|      | Zwangsarbeiter der AEG                         | Grenzstraße 16              |                      |